# Рид-им-Иннкрайс
Рид-им-Иннкрайс (нем. Ried im Innkreis) — городская община и город, окружной центр в Австрии, в федеральной земле Верхняя Австрия.
Входит в состав округа Рид-им-Иннкрайс. Население составляет 11 581 человек (на 31 декабря 2005 года). Занимает площадь 6,77 км².

## Политическая ситуация
Бургомистр общины — Альберт Ортиг (АНП) по результатам выборов 2003 года.
Совет представителей общины (нем. Gemeinderat) состоит из 37 мест.
- АНП занимает 16 мест.
- СДПА занимает 11 мест.
- АПС занимает 6 мест.
- Зелёные занимают 4 места.

## Известные жители, уроженцы
Эрвин Омич (род. 2003) — австрийский футболист, полузащитник клуба «Вольфсберг» и сборной Австрии до 21 года.